# Sông Dom Noi

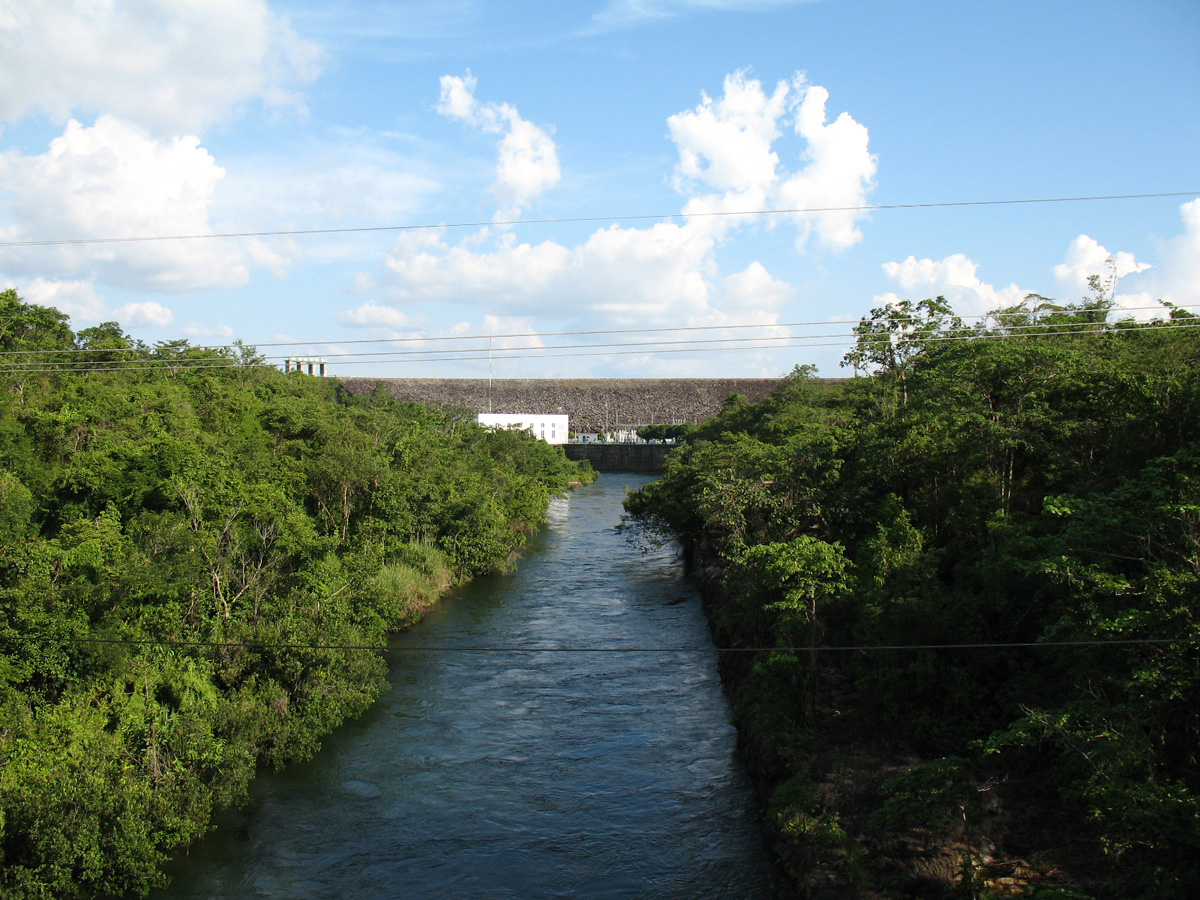
Sông Dom Noi bị đập Sirindhorn ngăn lại

Sông Dom Noi (tiếng Thái: ลำโดมน้อย Lam Dom Noi) là một sông nhánh của sông Mun, xuất phát từ dãy núi Dongrek và chảy về phía Bắc. Sông chảy qua huyện Buntharik và bị đập Sirindhorn ngăn lại ở Tambon Chong Mek, huyện Sirindhorn. Sông này dài 150 km.

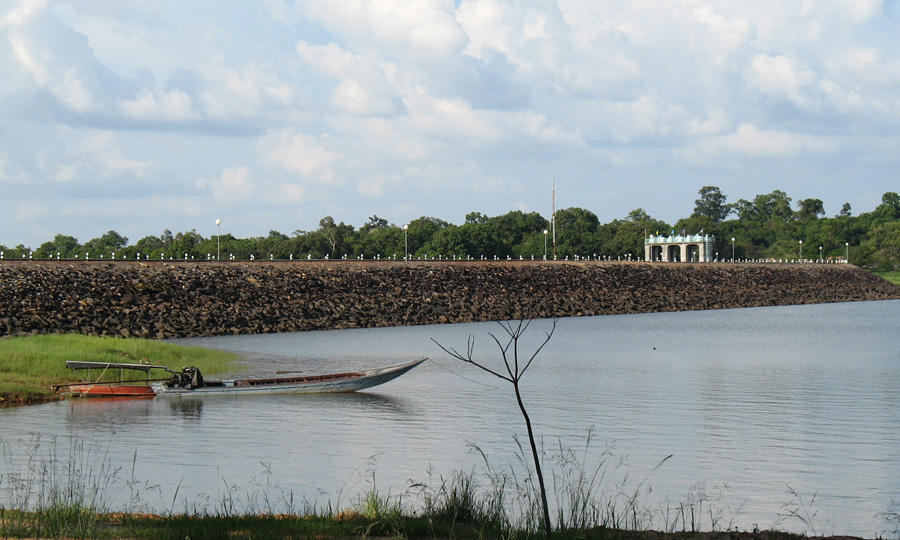
Hồ chứa nước Srindhorn

Hồ chứa nước Sirindhorn là nguồn nước lớn nhất của tỉnh Ubon Ratchathani.